# Eigil Wangøe
Eigil Edwin Wangøe, in Deutschland auch Wangoe und Wangöe, (* 13. Februar 1902 in Kopenhagen, Dänemark; † Oktober 1987 in San Juan County (Washington), Vereinigte Staaten) war ein dänischer Standfotograf beim deutschen Film.

## Leben und Wirken
Der Sohn des dänischen Kameraveterans Sophus Wangøe kam über seinen Vater mit der Filmbranche in Kontakt und folgte ihm Anfang der 1920er Jahre nach Berlin. Dort assistierte er seinem Vater und ist seit dem Ende desselben Jahrzehnts als Standfotograf nachzuweisen. Während Vater Sophus im Dritten Reich nach Dänemark heimkehrte, blieb Eigil Wangøe in Deutschland.
Mehrfach betreute Eigil Wangøe als Standfotograf die späten Stumm- und frühen Tonfilminszenierungen Harry Piels. Seine letzten filmischen Tätigkeiten (für die Tobis-Filmkunst GmbH) in der Reichshauptstadt sind Anfang der 40er Jahre nachzuweisen. 
Nach dem Zweiten Weltkrieg wanderte Eigil Wangøe in die USA aus. Er und seine gut zwei Jahre jüngere Ehefrau ließen sich in Friday Harbor im US-Bundesstaat Washington nieder, wo sie bis zuletzt lebten. Was Wangøe dort beruflich tat, ist nicht bekannt. Sonja Wangøe überlebte ihren Mann um viereinhalb Jahre.

## Filmografie
- 1927: Petronella
- 1929: Die Mitternachts-Taxe
- 1929: Männer ohne Beruf
- 1929: Der Weg durch die Nacht
- 1931: Bobby geht los
- 1931: Meine Frau, die Hochstaplerin
- 1932: Der Geheimagent
- 1932: Das Schiff ohne Hafen
- 1932: Jonny stiehlt Europa
- 1933: Sprung in den Abgrund
- 1933: Ein Unsichtbarer geht durch die Stadt
- 1933: Die Finanzen des Großherzogs
- 1934: Die Welt ohne Maske
- 1934: Der Herr der Welt
- 1934: Jungfrau gegen Mönch
- 1934: Gern hab' ich die Frau'n geküßt
- 1934: Petersburger Nächte
- 1935: Der Dämon des Himalaya
- 1935: Artisten
- 1941: Was geschah in dieser Nacht?
- 1941: Zwei in einer großen Stadt
- 1942: Die große Nummer

## Einzelnachweis
1. ↑  Eigil und Sonja Wangøe in ancestry.com